# Stensele
Stensele is een dorp in de gemeente Storuman in het Zweedse landschap Lapland en de provincie Västerbottens län. De plaats heeft 578 inwoners (2005) en een oppervlakte van 125 hectare.
Stensele is inmiddels bijna vergroeid langs de Europese weg 12 met de plaats Storuman. Vroeger was er een tram/treinverbinding tussen beide plaatsen, maar die is al jaren opgeheven en vervangen door een rendabeler en flexibeler busverbinding.

## Geboren
- Barbro Holmberg (1952), politica
- Björn Ferry (1978), biatleet